# Киска (Эстония)
Ки́ска (эст. Kiska) — деревня в волости Ляэнеранна уезда Пярнумаа, Эстония. 
До административной реформы местных самоуправлений Эстонии 2017 года входила в состав волости Ханила уезда Ляэнемаа.

## География и описание
Расположена в 43 километрах к северо-западу от уездного центра — города Пярну. Расстояние до волостного центра — города Лихула — 14 километров. Высота над уровнем моря — 17 метров.
Климат умеренный. Официальный язык — эстонский. Почтовый индекс — 90120.

## Население
По данным переписи населения 2021 года, в Киска насчитывалось 5 жителей, из них 4 (80,0 %) — эстонцы.
По данным переписи населения 2011 года, в деревне проживали 8 человек, из них 7 (87,5 %) — эстонцы.
Численность населения деревни Киска:
| Год  | 2000 | 2010 | 2011 | 2017 | 2018 | 2019 | 2020 | 2021 |
| ---- | ---- | ---- | ---- | ---- | ---- | ---- | ---- | ---- |
| Чел. | 7    | ↗ 9  | ↘ 8  | ↘ 7  | → 7  | → 7  | → 7  | ↘ 5  |

## История
В письменных источниках 1564 года упоминается Kisska, 1565 года —  Kyskas by, 1591 года — Kißkuas By, 1689 года — Kiskas Byy.
В XVI веке деревня предположительно принадлежала монастырю Лихула. В 1773 году здесь была основана мыза Киска, которую отделили от мыз Метсакюла и Мытсу, позже она стала побочной мызой мызы Ватла.
В 1920-х годах на землях мызы возникло поселение, в 1977 году оно получило статус деревни, в этом же году с деревней Киска были объединены деревни Ристи (эст. Risti) и Торгу (эст. Torgu).

## Происхождение топонима
Мотив и содержание названия деревни остаются неясными. Из эстонских слов для сравнения можно привести киск (эст. kisk) — «крючок», кискуя (эст. kiskuja) — задиристый, злобный (человек), кисклик (эст. kisklik) — «сучковатый».

## Комментарии
1. ↑  Эстонские топонимы, оканчивающиеся на -а, не склоняются и не имеют женского рода (исключение — Нарва)[6].